# Угроза
Угро́за — запугивание, обещание причинить кому-либо вред, зло.
Угроза оглашения компрометирующих сведений (истинных или ложных) называется шантажом. Попытка получения чужого имущества путём угрозы называется вымогательством.
Сама по себе угроза есть не более как обнаружение умысла и, по распространённому мнению, уже потому не может считаться наказуемой. Кроме того, похвальба причинить зло отнюдь ещё не свидетельствует ни о намерении совершить деяние, воспрещённое законом под страхом наказания, ни о возможности его совершения. В старой немецкой доктрине делались неудачные попытки подводить угрозу под понятие покушения на преступление. Для наказуемости угрозы должно существовать самостоятельное основание.
Так смотрят на вопрос многие юристы и кодексы, но в определении этого основания обнаруживается значительное различие взглядов. Одни (Глазер) считали угрозу наказуемой, как средство принуждения; другие (Неклюдов, Лохвицкий) относили её к области обид; третьи признавали угрозу разновидностью посягательств на свободу, находя, что сущность её заключается в воздействии на психическую деятельность угрожаемого, свобода коего относительно совершения или несовершения каких-либо действий, под влиянием угрозы, отменяется или ограничивается.

## Угроза в законодательстве царской России
Как на оскорбление чести смотрел на угрозу свод законов уголовных, и ещё в начале XX века эта точка зрения проводилась практикой российских военных судов, подводящей угрозу военному начальнику под постановления о нарушении чинопочитания.
Независимо от основания наказуемости, угроза, как преступное деяние, должна удовлетворять ещё другому условию: необходимо, чтобы она действительно могла вызвать в угрожаемом страх, опасение. Поэтому кодексы обыкновенно перечисляют те законом воспрещённые деяния, или по тяжести (германское уложение), или по роду, совершением коих виновный, для уголовной ответственности за угрозу, должен был угрожать потерпевшему. На основании статей 139 и 140 устава о наказаниях, налагаемых мировыми судьями, наказывалась угроза произвести поджог, лишить жизни или причинить насильственное действие вообще; угроза совершением других законопротивных деяний не наказуема.
Также и по проекту уголовного уложения для наказуемости угрозы требуется, чтобы она была направлена на учинение насильственного или общеопасного посягательства на личность или имущество. Проект, сверх того, требует, чтобы в каждом отдельном случае было установлено, что угроза могла вызвать у угрожаемого опасение её осуществимости. Так как действительный страх может вызвать угрозу причинить зло не только самому угрожаемому, но и его ребёнку, жене и так далее, то некоторые кодексы оговаривают, что для наказуемости безразлично, угрожал ли виновный самому потерпевшему или его семье и вообще близким людям. Такая оговорка была в уложении о наказаниях 1857 года, но в действующем в конце XIX века законе её уже не было. С внутренней стороны, деяние должно быть умышленным; с внешней, оно может выразиться словом, знаком, на письме; последняя угроза наказывается строже.
Наказание, по мировому уставу (статьи 139—141) — арест или денежное взыскание. Особые виды:
1. угроза с вымогательством;
2. угроза родителям, восходящим по прямой линии, начальнику, господину, благодетелю — статья 1547 уложения;
3. угроза с целью принуждения к противозаконному деянию — статья 1548;
4. угроза корабельщику во время плавания — статья 1263. Угроза входила, как признак, в понятие сопротивления власти.

## В советской России
В советское время по статье 193 УК РСФСР наказывалась угроза убийством, нанесением тяжких телесных повреждений, уничтожением имущества путём поджога, по отношению к должностному лицу или общественному работнику, в целях прекращения его деятельности или изменения её характера.

## В современной России
В современном Уголовном кодексе Российской Федерации имеется статья 119 «Угроза убийством или причинением тяжкого вреда здоровью».
Угроза убийством или причинением тяжкого вреда здоровью, если имелись основания опасаться осуществления этой угрозы, наказывается ограничением свободы на срок до двух лет, либо арестом на срок от четырёх до шести месяцев, либо лишением свободы на срок до двух лет.

## Фразеологизмы
- Показать кузькину мать
- Последнее китайское предупреждение.